# Rymdgymnasiet
Rymdgymnasiet i Kiruna är Sveriges nordligaste och högst belägna samt Norrbottens första fristående gymnasieskola, s.k. friskola. 
Skolan erbjuder en utbildning med riksintag: Rymdvetenskaprogrammet (RV) som är unik för rymdgymnasiet. Elever är en del i det lokala rekryteringsunderlaget till Kirunas högre rymdutbildningar. Kursplanerna profileras med hjälp av rymdverksamheten i Kiruna. Programmet förbereder för högskolestudier. Programmet strävar efter att få eleverna att intressera sig för framtida rymdjobb, men lägger även en grund för högre studier inom andra områden som t.ex. naturvetenskap eller teknik. Gymnasielärare och forskare/ingenjörer inom rymdområdet leder undervisningen, och profilkurserna genomförs delvis vid ett rymdforskningscentrum och  Institutionen för Rymdvetenskap. 
Under utbildningen ges möjligheter att på Esrange sända elevexperiment med raket och ballong högre upp än ozonlagret. Eleverna tillverkar även egna krutraketer med tillhörande beräkningar. De genomför astronomiska observationer vid skolans observatorium (Bengt Hultqvist Observatoriet) för att studera till exempel planeter eller nebulosor i rymden. Rymdgymnasiet har haft många välkända besökare, däribland 2004 års nobelpristagare Frank Wilczek, Östen Mäkitalo, Annie Lööf och Nasa-astronauten Mario Runco.
Rymdgymnasiet har haft en vimpel ombord på Internationella rymdstationen (ISS) då ESA-astronauten Christer Fuglesang besökte ISS mellan den 10 och 22 december 2006. Fuglesang besökte Rymdgymnasiet den 14 december 2007. Han föreläste för eleverna, visade bilder, utmanades i frisbee och återlämnade så ISS-vimpeln. Den 24 mars 2014 besökte Christer Fuglesang Rymdgymnasiet en andra gång. Gymnasister har deltagit i svenska olympialandslaget på Internationella Astronomiolympiaden bland annat med en hedrande bronsplats. Exoplaneten Osiris har en rymdgymnasist som första svensk registrerat och rapporterat.
Rymdgymnasieeleven Mikael Ingemyr har som pris i en nordisk tävling under det Internationella astronomiåret 2009 fått namnge en asteroid (12311 Ingemyr) samt resa till Nordic Optical Telescope där han observerade exoplaneten WASP-12b. 
Enligt Högskoleverkets statistik går 93 procent av rymdgymnasisterna över till högskolestudier inom tre år efter examen. Detta är den högsta siffran i landet.

## Olika varianter
Under åren 2009 till 2024 kunde elever läsa på RT-programmet (RymdTeknik) på Rymdgymnasiet med robotics, elektronik och datorteknik i grunden. Detta byggde på det statliga TE-programmet och ger TE-behörighet. Det nuvarande RV-programmet (RymdVetenskap) profileras mot astrobiologi, astronomi och astronautkunskap och ger NV-behörighet. Skolans elever var ca 150 st under den period då två program bedrevs. Efter läsåret 2023-2024 var skolans elever ca 90 st.
Mellan åren 2010 och 2013 bedrev RT-programmet idrottsgymnasievarianten, Nationella IdrottsUtbildningar, NIU av Skolverket och Svenska Skidförbundet. Syftet med NIU är att ungdomar ska kunna kombinera elitinriktad idrottsträning med studier på gymnasienivå. NIU på Rymdgymnasiet har en tydlig elitidrottskaraktär där målet är att uttagna elever på sikt ska kunna nå nationell elit inom snowboard/freeride. Den mest kända idrottseleven var Jesper Tjäder.